# Сусамово уље
Сусамово уље је јестиво биљно уље добијено из сјеменки сусама. Поред тога што се користи као уље за кување, користи се и као појачивач укуса у многим кухињама, има изразиту орашасту арому и укус. Уље је једно од најранијих познатих уља на бази усјева. Масовна савремена производња широм свијета ограничена је због неефикасног поступка ручне жетве потребног за вађење уља.

## Састав
Сусамово уље се састоји од сљедећих масних киселина: линолеинска киселина (41%), олеинска киселина (39%), палмитинска киселина (8%), стеаринска киселина (5%) и друге у малим количинама.

## Историја
Историјски гледано, сусам се узгајао прије више од 5000 година као усјев који подноси сушу и могао је да расте гдје други усјеви нису успијевали. Сјеме сусама било је једно од првих усјева прерађених за уље, као и једно од најранијих зачина. Сусам се узгајао током цивилизације долине Инда и био је главна уљана култура. Вјероватно је извезен у Месопотамију око 2500. године прије нове ере.

## Употреба

### Кување
Као уље за пржење користи се једна врста сусамовог уља, блиједо жута течност са пријатним мирисом и помало орашастог укуса. Друга врста уља, јантарне и ароматичне боје, прави се од пресованих и тостираних сјеменки сусама и користи се као средство за ароматизацију у завршној фази печења.
Упркос високом удјелу (41%) полинезасићених (омега-6) масних киселина у уљу од сусама, најмање је склоно, међу уљима за кување са високим димним тачкама, да се ужегне када се држи на отвореном. То се дешава због природних антиоксиданата, попут сезамола, који су присутни у уљу.
Свијетло сусамово уље има високу димну тачку и погодно је за фритезу, док тамно сусамово уље (од пржених сјеменки сусама) има нешто нижу димну тачку и није погодно за фритезу. Уместо тога, може се користити за пржење меса или поврћа, динстање или за израду омлета.
Сусамово уље је најпопуларније у Азији, нарочито у Кореји, Кини и јужноиндијским државама Карнатака, Андра Прадеш и Тамил Наду, гдје је његова распрострањена употреба слична маслиновом уљу на Медитерану.

### Традиционална употреба
У ајурведској медицини, сусамово уље (til tél) користи се за масажу, јер се вјерује да ослобађа тијело од топлоте због своје вискозне природе приликом трљања.

### Индустријске намјене
У индустрији, сусамово уље може се користити као
- растварач у убризганим лијековима или интравенским капима,
- уље за козметику,
- премаз похрањених житарица како би се спријечили напади жишка. Уље такође има синергију са неким инсектицидима.[9]

Уље ниског квалитета се користи локално у сапунима, бојама, мазивима и средствима за освјетљење.

## Алергије
Као и код бројних сјеменских и орашастих намирница, сусамово уље може изазвати алергијску реакцију, мада је учесталост овог ефекта ријетка, јавља се код приближно 0,1% становништва.

## Истраживање
Иако су проведена прелиминарна истраживања о потенцијалном утицају сусамовог уља на упале и атеросклерозу, до 2017. године није било довољно истраживања да би се донијели закључци.